# Myianoetus antipodus
Myianoetus antipodus är en spindeldjursart som beskrevs av Alex Fain och Galloway 1993. Myianoetus antipodus ingår i släktet Myianoetus och familjen Histiostomatidae. Inga underarter finns listade i Catalogue of Life.